# Stephanie Hightower
Stephanie Hightower (née le 19 juillet 1958 à Louisville) est une dirigeante sportive américaine et une ancienne athlète. Elle préside USA Track and Field depuis décembre 2008. Le 15 avril 2015, elle démissionne de l'exécutif mais demeure présidente de la fédération.
En tant qu'athlète, elle a remporté la médaille d'or sur 100 m haies lors de l'Universiade de 1981 mais n'a pas pu participer aux Jeux olympiques de 1980 (boycott américain) ni à ceux de 1984 (quatrième des sélections en 13 s 13, avec le même temps que la deuxième et troisième arrivée et à un centième de la première, Kim Turner, en 13 s 12).